# Rhopalophion parallelus
Rhopalophion parallelus är en stekelart som beskrevs av Delobel 1975. Rhopalophion parallelus ingår i släktet Rhopalophion och familjen brokparasitsteklar. Inga underarter finns listade i Catalogue of Life.